# Léonard Rosmarin
Léonard Rosmarin, né à Montréal au Canada, est un professeur canadien de littérature française à Brock University (Ontario) et romancier.

## Biographie
Il obtient en 1964 un doctorat de l'université Yale, où il commence une carrière d'enseignant. Il devient par la suite Assistant Professor à l'université Wesleyenne, également dans le Connecticut.
En 1969, il retourne au Canada en tant qu'Associate Professor à Brock University (Ontario), puis Full Professor.
Il a été décoré deux fois par le gouvernement français pour services distingués à la cause des lettres françaises,.

## Travaux et écriture
Léonard Rosmarin est un spécialiste de la littérature française du XVIIe siècle, de la littérature franco-juive, ainsi que des rapports entre l'opéra et la littérature,. Il a consacré plusieurs livres aux grands écrivains franco-juifs contemporains, parmi lesquels Elie Wiesel, Albert Cohen et Emmanuel Levinas.
Sa nouvelle Getting Enough est inspirée de sa propre famille juive à Montréal,.

## Livres
- Elie Wiesel ou le refus du désespoir, éditions du Grand-Pré, 2011 (ce livre n’est jamais sorti: éditeur en faillite)
- Getting Enough, Strategic Book Publishing, 2009,  (ISBN 978-1606934104)[6]
- Liliane Atlan ou la quête de la forme divine, L'Harmattan : éditions du Gref, 2004
- When Literature becomes Opera : Study of a Transformational Process, Rodopi Bv Editions, 1999,  (ISBN 978-9042006942)[7]
- Robert Pinget, Twayne publishers, 1995,  (ISBN 978-0805745375)
- Exilés, marginaux et parias dans les littératures francophones, L'Harmattan, éditions du Gref, 1994
- Albert Cohen, témoin d'un peuple, éditions du Grand-Pré, 1992
- Emmanuel Levinas, humaniste de l'autre homme, L'Harmattan, éditions du Gref, 1991,  (ISBN 978-0921916130)
- Saint-Evremond, artiste de l'euphorie, Summa publications, 1987,  (ISBN 978-0917786525)

### Notices d'autorité
- Notices d'autorité :   - VIAF
  - ISNI
  - BnF (données)
  - IdRef
  - LCCN
  - Pays-Bas
  - Israël
  - WorldCat